# Bosrucktunnel
De Bosrucktunnel is een tunnel in de westelijke Ennstaler Alpen die de Oostenrijkse deelstaten Opper-Oostenrijk en Stiermarken met elkaar verbindt. De tunnel is 5,5 kilometer lang en maakt onderdeel uit van de Pyhrn Autobahn.
Oorspronkelijk was er slechts één tunnelbuis beschikbaar met tegenverkeer. Om zowel de veiligheid als het rijcomfort te bevorderen werd er sinds 2009 gewerkt aan een tweede tunnelbuis. Deze moest in 2013 gereed zijn, waarna de eerste tunnelbuis compleet werd gerenoveerd. Vanaf 2015 waren beide tunnelbuizen beschikbaar voor het verkeer en heeft de snelweg ter plaatse een configuratie van 2x2 rijstroken. De maximumsnelheid van 80 km/u werd toen verhoogd naar 100 km/u.
De tunnel wordt door de ASFiNAG beheerd als een Sondermautstrecke, waardoor geen tolvignet verplicht is, maar er wel apart tol betaald moet worden. De tol bedraagt € 5,00 voor personenauto's en moet aan het tolstation voor afrit Admont, aan de zuidkant van de Bosrucktunnel, worden voldaan.
De tolvrije Pyhrnpass, welke parallel aan de tunnel verloopt, is 945 meter hoog en heeft een maximale stijgingspercentage van 10%, waardoor deze bergpas ook voor aanhangers is toegestaan. Wel is een verbod voor vrachtwagens op de bergpas van kracht.
Parallel aan de tunnel verloopt ook grotendeels de spoortunnel uit 1906.